# Budzów (gromada w powiecie ząbkowickim)
Budzów – dawna gromada, czyli najmniejsza jednostka podziału terytorialnego Polskiej Rzeczypospolitej Ludowej w latach 1954–1972.
Gromady, z gromadzkimi radami narodowymi (GRN) jako organami władzy najniższego stopnia na wsi, funkcjonowały od reformy reorganizującej administrację wiejską przeprowadzonej jesienią 1954 do momentu ich zniesienia z dniem 1 stycznia 1973, tym samym wypierając organizację gminną w latach 1954–1972.
Gromadę Budzów z siedzibą GRN w Budzowie utworzono – jako jedną z 8759 gromad na obszarze Polski – w powiecie ząbkowickim w woj. wrocławskim, na mocy uchwały nr 33/54 WRN we Wrocławiu z dnia 2 października 1954. W skład jednostki weszły obszary dotychczasowych gromad Budzów, Mikołajów, Żdanów i Srebrna Góra ze zniesionej gminy Stoszowice w tymże powiecie. Dla gromady ustalono 22 członków gromadzkiej rady narodowej.
1 stycznia 1960 do gromady Budzów włączono wieś Jemna ze zniesionej gromady Rudnica w tymże powiecie.
1 lipca 1968 gromadę zniesiono, a jej obszar włączono do gromady Stoszowice w tymże powiecie.